# Mar Negro (romance)
Mar Negro é o romance de estreia do escritor brasileiro Vinicius Gericó, lançado em 1º de dezembro de 2024. A obra mistura elementos de ficção científica, realismo mágico, e filosofia, explorando temas como a identidade, a realidade, e a natureza da consciência humana. Ambientado no Brasil, especialmente centrada na cidade de Salvador e Rio de Janeiro, Mar Negro é uma jornada profunda pela psique humana e pelo desconhecido, desafiando as convenções literárias e levando o leitor a questionar a própria percepção da realidade.

#### Sinopse
A história segue Vitor, um homem comum que sobrevive a um suposto acidente de avião e, ao acordar no hospital, se vê em um novo corpo, vivendo uma realidade estranha e paradoxalmente familiar. Em um mundo que não reconhece, Vitor começa a questionar se sua vida passada é real ou fruto de uma alucinação gerada pelo trauma. À medida que ele explora sua nova existência, começa a descobrir que está imerso em um universo que mistura o cotidiano e o extraordinário, e que a sua identidade pode não ser algo fixo, mas uma construção fluida, ligada a outras realidades e experiências.
A narrativa se desenrola em torno da busca de Vitor por formas de como voltar a vida conhecida, enquanto ele se depara com memórias confusas e pessoas desconhecidas que parecem ter significados profundos em sua jornada. A obra se desenvolve dentro de um espaço metafísico chamado Mar Negro, que funciona como uma metáfora para a transição entre diferentes estados de consciência e realidades paralelas.
Mar Negro combina uma reflexão filosófica com o mistério sobrenatural, apresentando um Brasil contemporâneo que, através de suas paisagens urbanas e múltiplas influências culturais, se torna um personagem central na trama. O livro explora a mortalidade, reencarnação, sexualidade e a complexidade das relações humanas, ao mesmo tempo que propõe uma reflexão sobre o destino, a espiritualidade e a percepção da realidade.

#### Recepção
O livro vem sendo bem recebido pela crítica e pelo público, que elogiaram sua originalidade, a profundidade filosófica e a complexidade das questões existenciais abordadas. Mar Negro se destaca como uma obra que desafia as convenções do gênero e convida o leitor a questionar a própria natureza da vida e da morte. A trama imprevisível e a reviravolta final surpreendente contribuíram para o sucesso do livro.

#### Estilo e Influências
Vinicius Gericó mistura em Mar Negro elementos de realismo mágico e ficção científica, com uma forte carga filosófica e uma imersão na cultura brasileira, especialmente da Bahia. O livro carrega a influência de grandes obras de literatura existencial e ficção especulativa com um olhar singular para o Brasil, suas tradições espirituais e história cultural. A obra também incorpora aspectos de mitologia brasileira, criando um cenário onde o místico e o real se entrelaçam de maneira única.

#### Autor
Vinicius Gericó (nascido em Salvador, Brasil) é um escritor, jornalista e comunicólogo brasileiro. Formado em comunicação e relações públicas, começou sua carreira literária escrevendo para blogs e sites de literatura desde 2008, e Mar Negro é seu primeiro romance de ficção. Além de seu trabalho como escritor, Gericó é conhecido por sua escrita reflexiva e filosófica, frequentemente abordando temas como identidade, existência, e espiritualidade.

#### Publicação
Mar Negro foi lançado em 1º de dezembro de 2024, e está disponível em formato impresso e digital. Pode ser adquirido diretamente no site do autor, na Amazon, pela editora UiClap, e em livrarias selecionadas.